# 卧龙镇 (永城市)
卧龙乡，是中华人民共和国河南省商丘市永城市下辖的一个乡镇级行政单位。

## 行政区划
卧龙乡下辖以下地区：
洪福村、石桥村、余庄村、潘楼村、刘园村、王园村、伊庄村、浑河村、杨大庄村、位桥村、潘老家村、王行村、丁楼村、双庙村、潘桥村、刘楼村、夏竹元村、高胡楼村和黄庄村。